# Suzuki PV

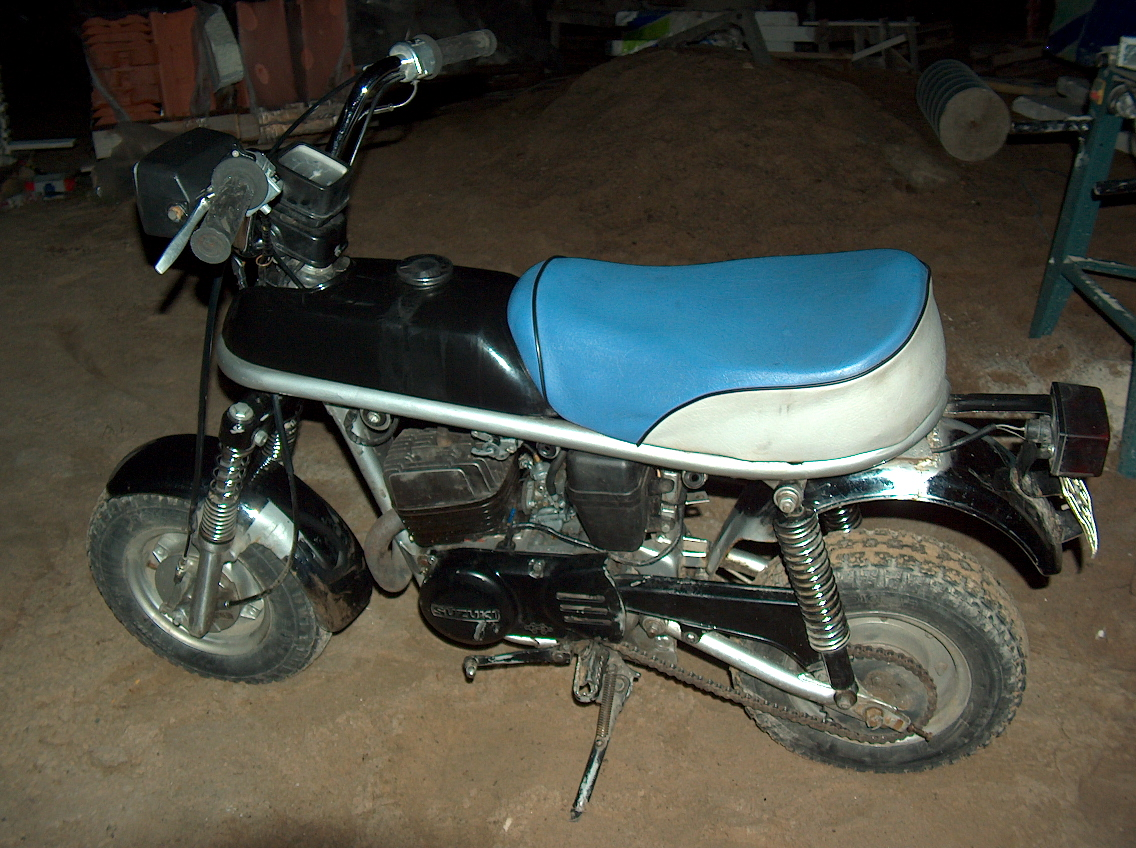
Suzuki PV 1997

Suzuki PV är en japansk mopedmodell vars senaste version kom 2000.

## Historia
1981 började Solifer importera en ny tvåtakts Suzuki PV till Finland för att utmana Honda Monkey. Många delar lämnades utanför Solifer-Suzuki PV50, tillverkad sedan 1981, på grund av viktgränsen på 60 kg på den tiden, inklusive bagageställ, en smörjpump och tank för färskolja samt blinkers. Dessutom gjordes strukturella förändringar på mopeden för att begränsa hastigheten till då max 40 km/h (nu 45 km/h). Redan 1979, innan Solifers import infördes, hade några Suzuki-EPO-mopeder från Japan importerats till Finland. Den utrustning som nämns i dem ingick, vilket gjorde dem betydligt dyrare än de modeller som Solifer importerade.
Jämfört med Honda Monkey hade Suzuki PV en kraftfullare motor och en fyrväxlad manuell växellåda, medan Monkeys fyrväxlade modell inte introducerades förrän 1987. Den japanska modellen hade en femte växel, men togs bort för att begränsa toppfarten.
Det rekommenderade priset för en Suzuki PV år 1981 var 3 290 finska mark (motsvarande cirka 1 480 € år 2019). År 2000 var det rekommendare priset för en Suzuki PV cirka 12 000 finska mark (motsvarande cirka 2 620 € år 2019).

## Elsystem
Mellan 1981 och 1999 hade alla mopeder ett sexvoltssystem. 1999-2000 var första årsmodellen som försågs med ett 12-voltssystem med batteri, 12 volt/2,3 Ah.

## Däck
Däckens dimension är 3.50x8".